# 265 a.C.
Il 265 a.C. (CCLXV a.C. in numeri romani) è un anno  del III secolo a.C.

## Eventi
- Archimede di Siracusa, uno dei massimi scienziati di ogni tempo, studia la vite (meccanica) e il peso specifico
- Velzna (in etrusco), Volsinii (in latino) è l'ultima città etrusca che cade sotto il dominio di Roma
- Acrotato succede al padre Areo I nella carica di re di Sparta
- Antigono II Gonata occupa Corinto, ferma la flotta del re d'Egitto Tolomeo II e sconfigge l'esercito di Sparta comandato dal re Areo I.
- I Siracusani si alleano ai Cartaginesi ponendo fine alle Guerre greco-puniche.

## Nati
- Seleuco II, sovrano († 226 a.C.)

## Morti
- Areo I, sovrano spartano
- Quinto Fabio Massimo Gurgite, politico e militare romano
- Menedemo di Eretria, filosofo greco antico (n. 339 a.C.)